# Officine Meccaniche Reggiane
Le Officine Meccaniche Italiane S.A., meglio note come Officine Meccaniche Reggiane, o più semplicemente Reggiane, oppure Reggiane OMI, erano un'azienda italiana nata all'inizio del Novecento per produzione ferroviaria e di proiettili d'artiglieria, e divenuta famosa sul finire degli anni trenta, per i modelli di aerei da caccia.

## Storia

### Gli esordi
Fondata a Reggio Emilia nell'agosto del 1901 ad opera dell'Ingegner Romano Righi sotto il nome di Officina Meccanica e Fonderia Ing. Romano Righi e C.
Nel dicembre del 1904 il nome della ditta muta in Società Anonima Officine Meccaniche Reggiane (OMR) con Giuseppe Menada azionista e presidente. Essendo Menada prima direttore e poi presidente della SAFRE (Società Anonima delle Ferrovie di Reggio Emilia), si preoccupò di garantire commesse all'azienda della quale era azionista ordinando dapprincipio 20 carri chiusi per trasporto di merci e bestiame e 7 carri aperti.
(Giuseppe Menada, 1906)
Nel 1908 l'azienda si espande nel settore ferroviario assorbendo la ditta Clemente Nobili di Bologna ed acquisendo quote della Società Anonima Metallurgica Ossolana e della Anonima Celeste Longoni di Reggio Emilia.
Nel 1912 continua l'espansione mediante l'acquisizione della Società Officine Ferroviarie Italiane Anonima, inoltre, lo stesso anno, la ditta diventa Reggiane Officine Meccaniche Italiane S. A.

### La prima guerra mondiale
La prima guerra mondiale favorì il ramo d'attività militare, le Reggiane, oltre ad espandere l'attività, nel 1918 assorbì il Proiettilificio di Modena. All'inizio del 1918 la Reggiane entra in contatto con il mondo aeronautico e con la Caproni, che successivamente rileverà la ditta negli anni trenta. Le Officine Meccaniche Reggiane, erano infatti tra le ditte impegnate nel massiccio ordine per i biplani trimotori da bombardamento della famiglia dei Caproni Ca.44, Ca.45 e Ca.46 (Ca.5 con la designazione del Regio Esercito). Di questa massiccia commessa di 300 esemplari ne venne solo avviata la produzione, e forse soltanto un esemplare venne assemblato negli stabilimenti di Reggio Emilia, con parti provenienti da altri stabilimenti.

### Fra le due guerre
Nel 1920 la crisi non risparmia neanche le Reggiane che vedono i propri stabilimenti subire una occupazione operaia. Per diversificare l'attività, con i profitti di guerra, viene assorbita la Società Anonima Meccanica Lombarda (SAML) di Monza che opera nel settore dei mulini, pastifici e laterizi. Le difficoltà economiche si aggravano. Nel 1928 la ristrutturazione passa attraverso l'ulteriore diversificazione con l'ingresso nel settore cerealicolo (costruzione di silo) e con la cessione degli stabilimenti di Modena e di Monza.
La crisi economica mondiale del 1930 mette definitivamente fine agli sforzi di salvare l'azienda (che intanto aveva giocato la carta delle macchine agricole). Nel 1933 l'Istituto per la Ricostruzione Industriale (I.R.I.) acquisisce la maggioranza azionaria consentendo il salvataggio almeno degli impianti di Reggio Emilia.
Nel 1935, intuendo il buon momento per il riarmo fascista, il conte Giovanni Caproni acquisisce dall'IRI il pacchetto azionario di maggioranza delle Reggiane.

### Lo sviluppo aeronautico

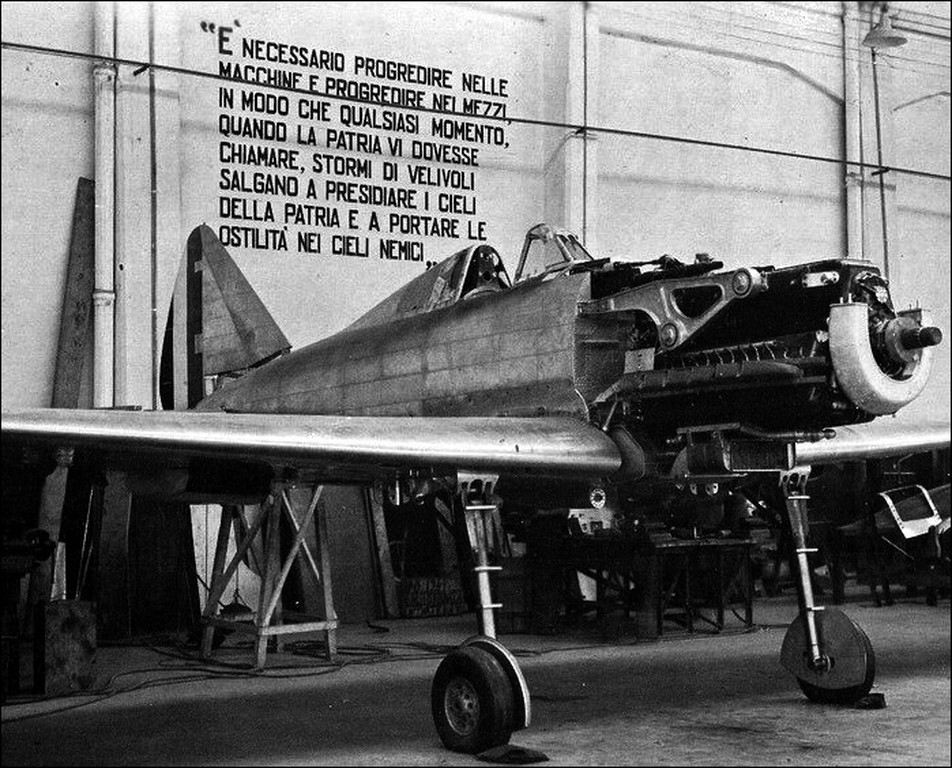
Primo prototipo dell'aereo da caccia Re.2001. Dietro l'aereo, proclama di Benito Mussolini alle Officine Meccaniche Reggiane, 1940.

Nel 1936 viene costituita a Reggio Emilia la Società Studi e Brevetti Gruppo Caproni guidata dall'Ingegner Giovanni Pegna (già progettista alla Piaggio) al fine di concepire e sviluppare velivoli sperimentali e soluzioni tecnologiche da applicare al Settore Avio Reggiane. La prima realizzazione della Società Studi e Brevetti Gruppo Caproni è il bombardiere bimotore Piaggio P.32bis, evoluzione del Piaggio P.32.
Inoltre le Reggiane costituiscono il settore Motori Avio con la riproduzione in serie, su licenza Piaggio, del radiale P.VII C.16. Sempre su licenza Piaggio verranno successivamente prodotti le versioni C 35 e C 45 del P.VII, il P.VI bis, il P.XI bis, il P.XV mentre su licenza Fiat sarà prodotto l'A.74.
Il successo del settore aeronautico sarà marcato dal fatto che a fine 1936 fattura il 60% del totale.
Nel 1937, su licenza SIAI-Marchetti, viene avviata la linea di produzione del trimotore da bombardamento S.79 Sparviero e a causa del rallentamento delle commesse (a fine anno il settore aeronautico scende al 45% del fatturato totale) viene ristrutturata l'azienda mediante l'incorporazione della Società Studi e Brevetti Gruppo Caproni.
Il 23 febbraio 1937 vola per la prima volta il prototipo del P.32 bis pilotato dal com. Mario Gamna. Il 19 maggio vola il suo derivato sportivo: il primo prototipo del Caproni Ca.405. Nell'intenzione dell'azienda due Ca.405 avrebbero devono partecipare alla gara del "Nastro Azzurro" che si sarebbe tenuta tra il 20 ed il 21 agosto 1937 ma, per diversi motivi, nessuno dei due prototipi poté partecipare.
Il fatturato del settore aeronautico riprende quota il 1938 e 1939 si chiudono rispettivamente con il 55% e l'80% del fatturato totale.
Il 24 maggio vola il primo prototipo del Re.2000 (MM 408), pilotato dal Comandante Mario de Bernardi, nel novembre viene allestita la linea intercettori Re.2000 serie 1 per la Regia Aeronautica, ma i pochi esemplari realizzati diverranno effettivamente operativi solo nel 1941.
L'aereo raccoglie un discreto successo anche internazionale tanto che una commissione britannica, incaricata di acquisire materiale militare, tratta con Reggiane per la fornitura di circa 300 esemplari di Re.2000 (ovviamente per l'ingresso in guerra dell'Italia a fianco della Germania l'ordine non verrà mai formalizzato). Al contempo manifestazioni d'interesse arrivano da Svezia, Jugoslavia, Spagna, Finlandia, Svizzera ed Unione Sovietica (anche in questo caso, per le stesse motivazioni di sopra, l'interesse non poté tradursi in una commessa). Solo con l'Ungheria l'interessamento poté essere concluso con un ordine. Infatti, il 27 dicembre, viene stipulato un contratto per la fornitura di 70 Re.2000 alla Magyar Királyi Honvéd Légierő (MKHL) l'allora denominazione dell'aeronautica militare ungherese. Inoltre, nel marzo del 1940, viene accordata la licenza di produzione alla ditta MÁVAG di Budapest.
Sempre nel maggio del 1940, viene avviata la produzione degli intercettori Re.2000 Heja per la MKHL ungherese.
In giugno e ottobre volano rispettivamente i primi prototipi del Re.2001 (MM 409) e del Re.2002 (MM 454), pilotati dal Comandante de Bernardi.
Il 28 novembre 1940 viene stipulato un accordo per la fornitura alla Svenska Flygvapnet (KSF), l'Aeronautica svedese, per la fornitura di 60 Re.2000. I velivoli localmente denominati J20 verranno consegnati tra il 1941 ed il 1942.
Il 18 dicembre vola il secondo prototipo del Re.2001 (MM 468), pilotato dal Comandante Pietro Scapinelli di Leguigno e l'anno si conclude per il settore aeronautico con una quota dell'80% rispetto al fatturato totale.
Nel marzo del 1941 viene avviata la produzione degli intercettori Re.2000 per la KSF svedese ma il mese è infausto in quanto il 14, il secondo prototipo del Re.2001 (MM 468) pilotato dal Comandante Scapinelli, precipita causando la morte del collaudatore a causa di un'avaria al motore occorsa nella fase di atterraggio.
Il 22 marzo il primo Re.2000 operativo viene consegnato alla Regia Aeronautica, ma solo pochi altri esemplari, nelle diverse versioni, verranno impiegati dalla Regia Aeronautica e dalla Regia Marina.
Nell'aprile del 1941 vengono avviate la produzione della versione Grande Autonomia Re.2000 serie 2 per la Regia Aeronautica e la produzione in serie del Re.2001 per la Regia Aeronautica.
Il 27 giugno vola il primo esemplare della versione catapultabile Re.2000Cat. per la Regia Marina.

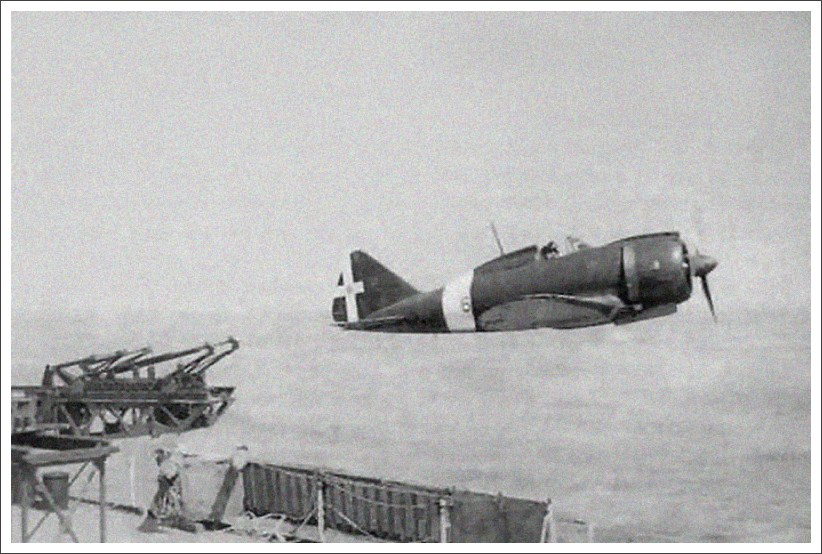
Un Re.2000 Catapultabile mentre decolla dalla catapulta posta sulla nave da battaglia Vittorio Veneto.

Nel luglio del 1941 la Reale Aeronautica Svedese (KSF) esprime il suo interesse per una consistente fornitura di Re.2001; ma, a causa dello stato di guerra e delle prioritarie esigenze della Regia Aeronautica, l'operazione non verrà finalizzata.
Il 1º luglio e il 29 volano per la prima volta il Re.2001bis, e il primo prototipo del Reggiane Re.2003 pilotati dal Comandante Francesco Agello. Vengono seguiti, l'8 novembre dal primo esemplare della versione Grande Autonomia Re.2000GA (MM 8059).
Il 1942 inizia con il progetto del motore in linea Re.105 RC 100 e con il prototipo del motore in linea Re.103 RC 50. Nessuno dei due vedrà mai la produzione in serie.
Nel febbraio viene realizzato il primo (dei pochi esemplari) della versione anti-nave Re.2001 GV (MM 7226), mentre in maggio il 9 e il 18 volano rispettivamente il primo prototipo del Re.2005 (MM 494) e il secondo prototipo del Re.2002 (MM 7309), pilotati dal Comandante Tullio De Prato (quest'ultimo fungerà da testa di serie per l'avviamento produttivo).
La MAVAG inizia le consegne all'Aeronautica ungherese del Re.2000 prodotto localmente (meglio noto come Héja II).
In settembre e ottobre, in rapida successione, volano lo sperimentale RE 2001 Delta (MM 9920), pilotato dal Comandante Alessandro Beretta, il secondo prototipo del Re.2005 (MM 495), il primo (dei pochi) Re.2001OR realizzati in vista dell'impiego a bordo delle poi mai costruite portaerei, l'unico Re.2003 di serie (MM 12415), pilotato dal Comandante Alfonso Caracciolo.

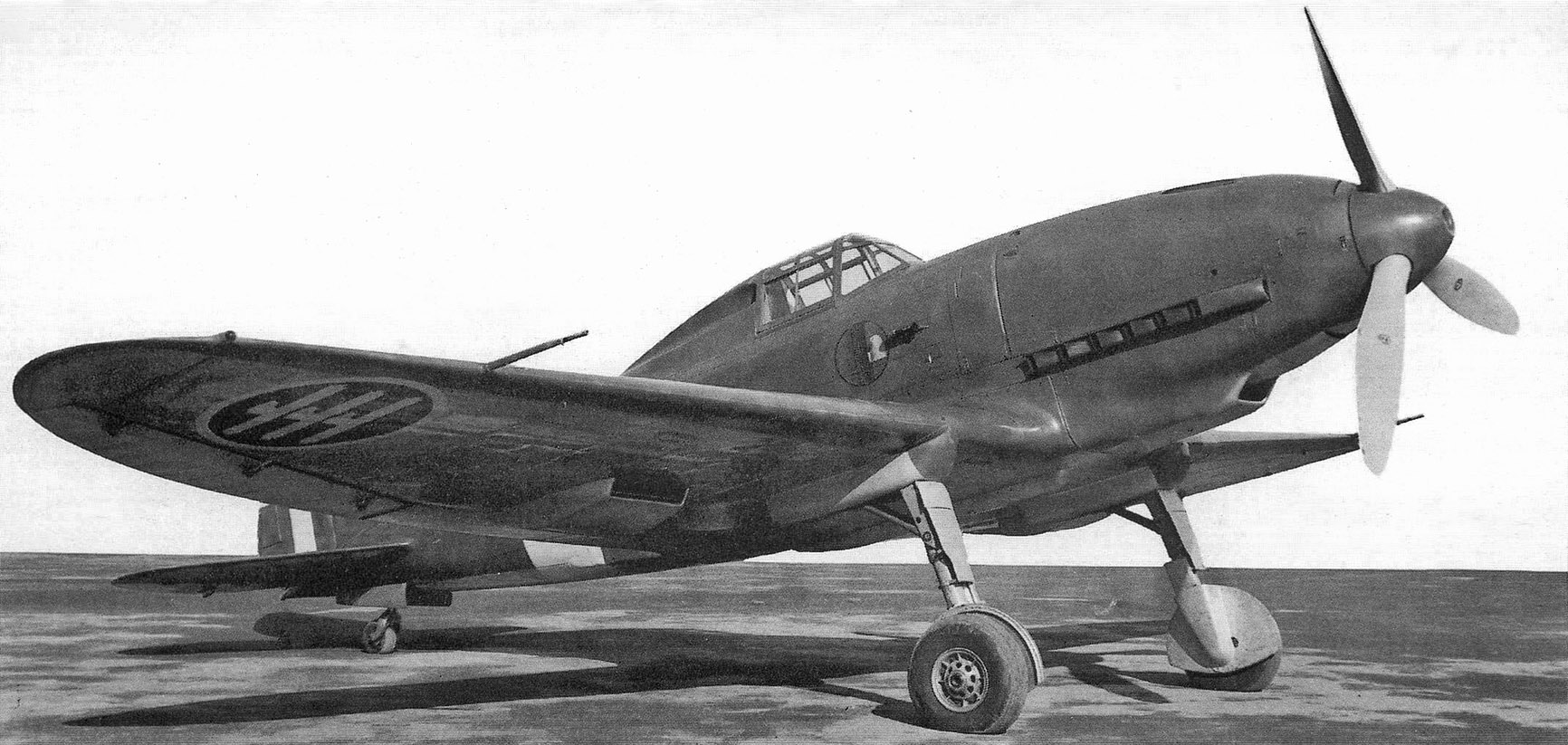
Il Re.2001.

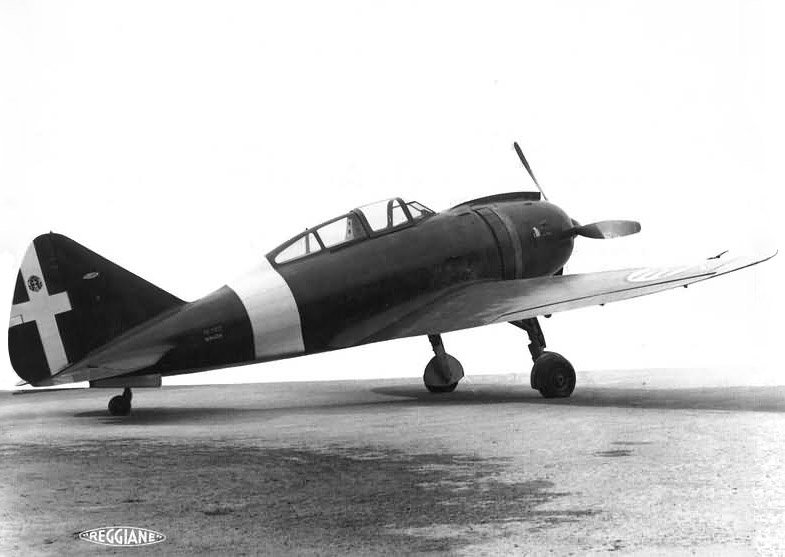
Il prototipo del Re.2002.

In novembre viene avviata la produzione in serie del Re.2002 e il 20 presentato lo studio del RE 2005 R (un aereo sperimentale a propulsione mista che non venne mai realizzato).
In dicembre il Re.2005 inizia ad essere prodotto in serie e il 23 vola per la prima volta il prototipo di caccia-silurante Re.2001 G, pilotato dal com. Caracciolo.
Ancora una volta l'anno si chiude con il fatturato aeronautico all'80% del totale.
Il 27 gennaio del 1943 il motore dello sperimentale Re.2001 Delta (MM 9920), pilotato dal Comandante Beretta, s'incendia durante un volo di prova e l'aereo precipita (senza conseguenze per il pilota che riesce a lanciarsi).
Il 23 febbraio vola il primo caccia notturno Re.2001CN (MM 08075) che costituirà la testa di serie della versione CN.
In marzo e luglio il primo prototipo Re.2005 diventa operativo con la Regia Aeronautica (ad esso seguiranno gli esemplari della Serie 0) e viene realizzato lo sperimentale Re.2002bis (MM 7327).
L'autunno del 1943 costituisce un punto di svolta negativo della Reggiane in quanto le autorità d'occupazione tedesche fermano, di fatto, l'attività legata al settore aeronautico.
Il 7 e 8 gennaio 1944 gli stabilimenti di Reggio Emilia vengono rasi al suolo nel corso di due bombardamenti alleati. I macchinari salvatisi dal disastro sono immagazzinati nelle vicinanze di Reggio Emilia ed in altre località del nord Italia. Inoltre per sfuggire ai bombardamenti alleati che si intensificano viepiù la produzione viene decentrata in numerose località del Nord Italia: Vicenza, Torbole, Gavirate, Cocquio, Besozzo, Gemonio.
Data l'occupazione nazista e il blocco della progettazione e dello sviluppo dei velivoli, le Reggiane cercano di prepararsi al dopoguerra ipotizzando la riconversione dell'apparato produttivo verso l'aviazione civile: viene avviato, ma mai realizzato, il progetto dell'idrovolante per voli transatlantici Ca.8000.
Intanto in marzo, presso le officine decentrate, riprendono, seppur con difficoltà, le attività produttive. Si tratta ora di subforniture per ditte tedesche (Messerschmitt AG, BMW e altre), motori P.VII e P.XI bis e Daimler-Benz DB 605 (quest'ultimo in collaborazione con Piaggio, Isotta Fraschini ed Alfa Romeo). Inoltre, per conto della Luftwaffe, viene ripresa la produzione di alcuni Re.2002 oltre all'attività di revisione e riparazione velivoli.
Nell'agosto del 1944 le Reggiane subiscono le requisizioni di macchinari e materiali dei tedeschi accompagnata dal "trasferimento" di una trentina di tecnici in Germania con il compito di fornire assistenza ai Re.2002 incorporati nella Luftwaffe.
Nell'autunno viene completato il prototipo del Re.2006 (MM 540) che non prenderà mai il volo.
L'anno si chiude con il fatturato del settore aeronautico precipitato al 40% del totale.
Nel 1945, in seguito alle distruzioni di guerra e alle condizioni di pace imposte dagli Alleati, la divisione aeronautica delle Reggiane cessa di esistere.

### L'eccidio del 28 luglio, la Resistenza, il primo dopoguerra
Nonostante l'azienda fosse sottoposta ad un rigido controllo da parte del regime fascista, in quanto azienda strategica sul piano militare, nell'azienda erano presenti molti elementi antifascisti.
Fino al 25 luglio l'opposizione al regime si limitava a far girare alcuni radi volantini, e al disegno di falci e martello su macchinari, a fini di propaganda.
Il 28 luglio 1943 è il giorno dell'Eccidio delle Reggiane. Nove operai, fra i quali una donna incinta, rimasero uccisi (Antonio Artioli, Vincenzo Bellocchi, Eugenio Fava, Nello Ferretti, Armando Grisendi, Gino Menozzi, Osvaldo Notari, Domenica Secchi e Angelo Tanzi). Gli operai avevano dato vita, sfidando le disposizioni estremamente ferree del momento firmate da Badoglio - che proibivano assembramenti oltre le tre persone - ad una manifestazione per chiedere la fine della guerra. Stavano uscendo in diverse migliaia dai cancelli dello stabilimento quando un distaccamento di bersaglieri aprì il fuoco contro di loro. La dinamica è tutt'oggi dubbia: pare che l'ufficiale abbia udito spari (forse delle guardie private della fabbrica) ed abbia perso il controllo della situazione. Certi, invece, i nove caduti, che procedevano pacificamente e disarmati.
L'8 settembre 1943 alcuni operai delle Reggiane aiutarono i soldati presenti nella limitrofa stazione ferroviaria a scappare; per far questo aprirono gli armadi dei colleghi per fornire tute da operaio da sostituire alle divise militari.
Successivamente diversi esponenti dell'azienda contribuirono alla costituzione del Comitato di Liberazione Nazionale, con la partecipazione sia di operai sia di dirigenti, come l'ingegnere Toniolo, a casa del quale si tennero alcune riunioni del locale CLN.
Il 31 agosto del 1945 il direttore delle Officine Reggiane, Ing. Arnaldo Vischi, pur avendo avuto il benestare sul proseguimento del suo incarico da parte del Comitato di Liberazione Nazionale, fu ucciso da un commando di ex partigiani comunisti già dipendenti delle stesse Reggiane. L'inchiesta sull'efferato omicidio coinvolse il segretario della Federazione Comunista Arrigo Nizzoli e del Segretario dell'ANPI Didimo Ferrari (già Commissario Generale delle formazioni partigiane reggiane).

### Il dopoguerra e la ricostruzione
Nel 1950 alla Reggiane - a fronte di un piano di 2100 licenziamenti - inizia la più lunga occupazione di una fabbrica da parte degli operai della storia italiana: iniziata nell'ottobre del '50, terminerà nell'ottobre del '51 quando si procederà per liquidazione coatta dell'azienda. Durante il periodo dell'occupazione una parte consistente dei dipendenti si recò al lavoro secondo i normali orari lavorativi pur non ricevendo alcuno stipendio. Nel corso dell'occupazione fu progettato e prodotto un trattore cingolato chiamato R60; l'intento degli occupanti era quello di dimostrare che l'azienda aveva la potenzialità per riconvertire la propria produzione da bellica a macchinari per l'agricoltura. La situazione economica degli occupanti, privi di stipendio per oltre un anno, provocò una rete di solidarietà tra agricoltori e commercianti disposti a donare viveri per sostenere lo sciopero.
L'occupazione si concluse l'8 ottobre 1951 con un corteo degli occupanti preceduta dai trattori R60. L'obiettivo dello sciopero non fu raggiunto se si considera la liquidazione coatta dell'azienda e la riassunzione di soli 700 operai.
Dagli anni sessanta la produzione si concentrò sulla realizzazione di locomotive, treni e impianti per zuccherifici. Il vero rilancio dell'Azienda avvenne con la realizzazione di Gru portuali. Tra questa anche la Nave-gru Saipem 7000 (7.000 sta per la portata, in tonnellate di ciascuna delle due gru che la compongono), che misura 200 x 87 metri, con bracci delle gru lunghi 140 m e larghi 27, per un peso di 1450 tonnellate; Nave-gru utilizzata in tutto il mondo per la installazione di piattaforme petrolifere.

### Il presente
Nel 1992 l'azienda fu rilevata da Luciano Fantuzzi del Gruppo Fantuzzi per quindici miliardi di lire dall' EFIM diventando Fantuzzi-Reggiane. Nel 2008  fu a sua volta acquistata (acquisto finalizzato nel 2009) dalla multinazionale statunitense Terex assumendo la denominazione di Reggiane Cranes and Plants S.p.A. ed in seguito nel 2017 viene ceduta alla Konecranes. L'attuale denominazione è: MHPS ITALIA S.R.L.. La sede è stata trasferita a Lentigione e la produzione si è specializzata in gru e carrelli per il sollevamento dei container. La sede produttiva e amministrativa storica (attiva dal 1904 al 2008), adiacente alla stazione ferroviaria, è stata abbandonata. Comprende una ventina di capannoni e tre palazzine ex-uffici. Il Comune di Reggio Emilia ha iniziato un processo di recupero dell'area acquistando e ristrutturando uno dei capannoni in cui è in fase di realizzazione il Tecnopolo, destinato all'innovazione tecnologica. Questi interventi urbanistici si rendono  necessari in quanto l'area versa in condizioni di degrado.

## Produzione

### Aerei

#### Aerei su licenza
- Piaggio P.32bis: 2 esemplari (su licenza Piaggio)
- Caproni Ca.405: 2 esemplari
- Savoia-Marchetti S.M.79: 405 esemplari (su licenza Savoia-Marchetti)

#### Aerei originali
- Re.2000: 349 esemplari
  - Re.2000: 60 esemplari per l'Aeronautica Svedese
  - Re.2000: 60 esemplari per l'Aeronautica Ungherese
- Re.2001: 237 esemplari
- Re.2002: 225 esemplari
- Re.2003: 2 esemplari
- Re.2005: 37 esemplari
- Re.2006: 1 esemplare

### Motori

#### Motori su licenza

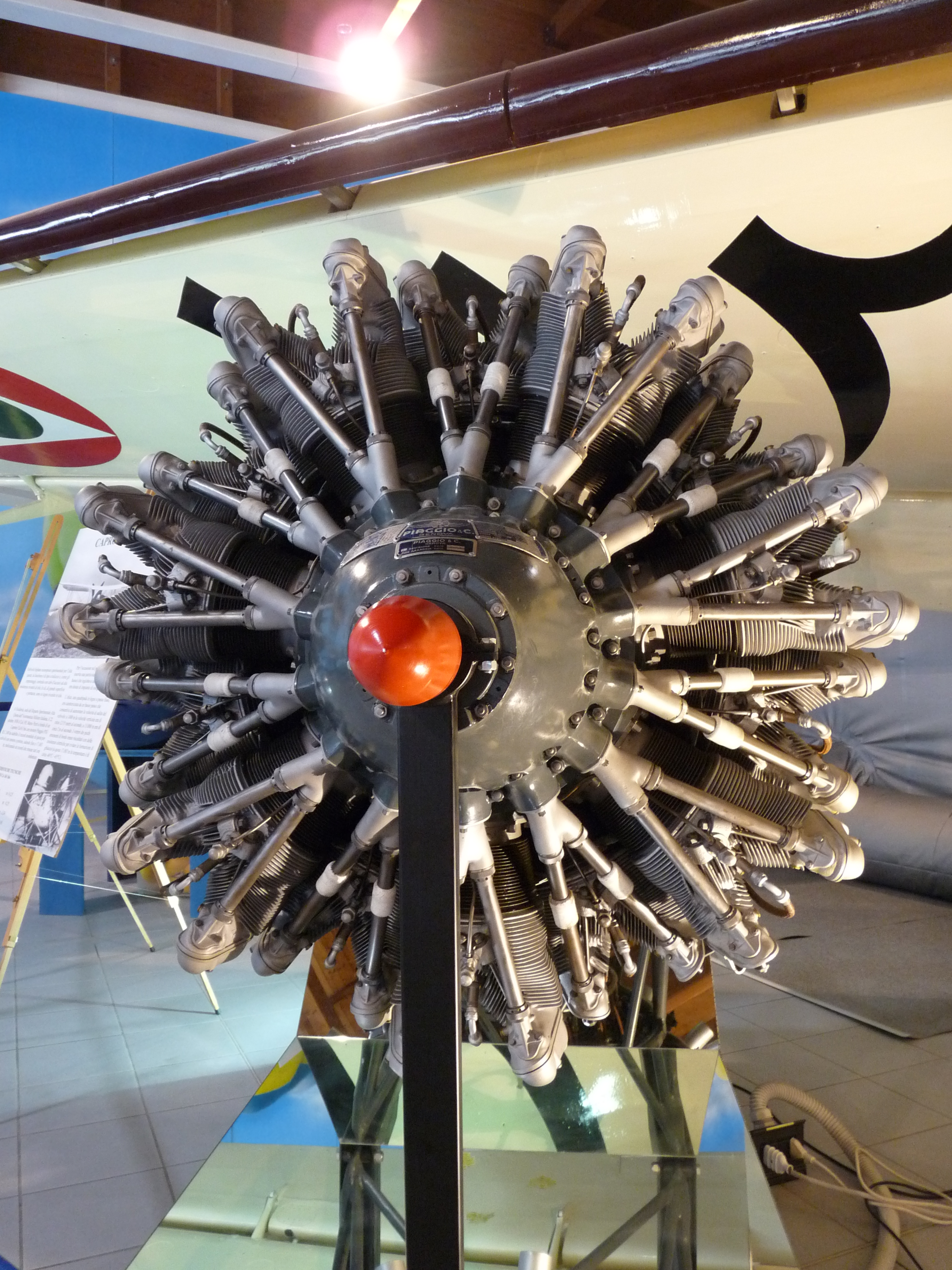
Piaggio P.XI bis RC.40 esposto presso il museo Caproni di Trento

- Piaggio P.VII C.16, C.35, C.45, 1 231 unità complessive
- Fiat A.74 RC.38, 1 722 unità
- Piaggio P.XI bis RC.40, 1 121 unità

#### Motori originali
- RE 102 RC.50 I
- RE 103 RC.50 I e RC.40 I

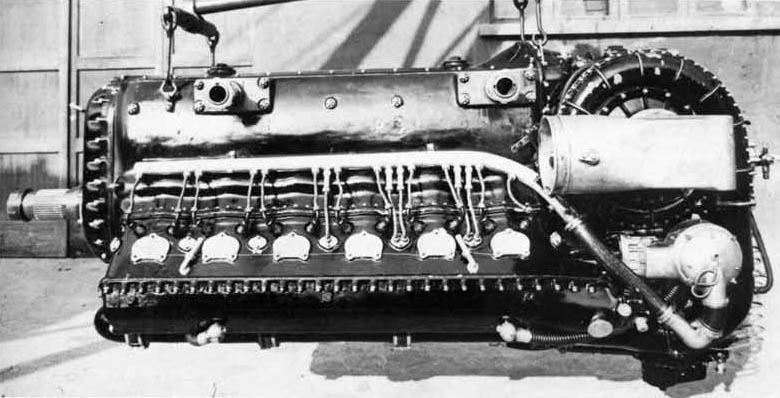
Il RE 103 RC.50 I.

- RE 105 RC.100 I studio per motore da alta quota
- Studio di motore RE 104 RC.48 1 100 hp al decollo
- Studio di motore 18 cilindri in linea 1 500 hp al decollo

### Locomotive e rotabili ferroviari

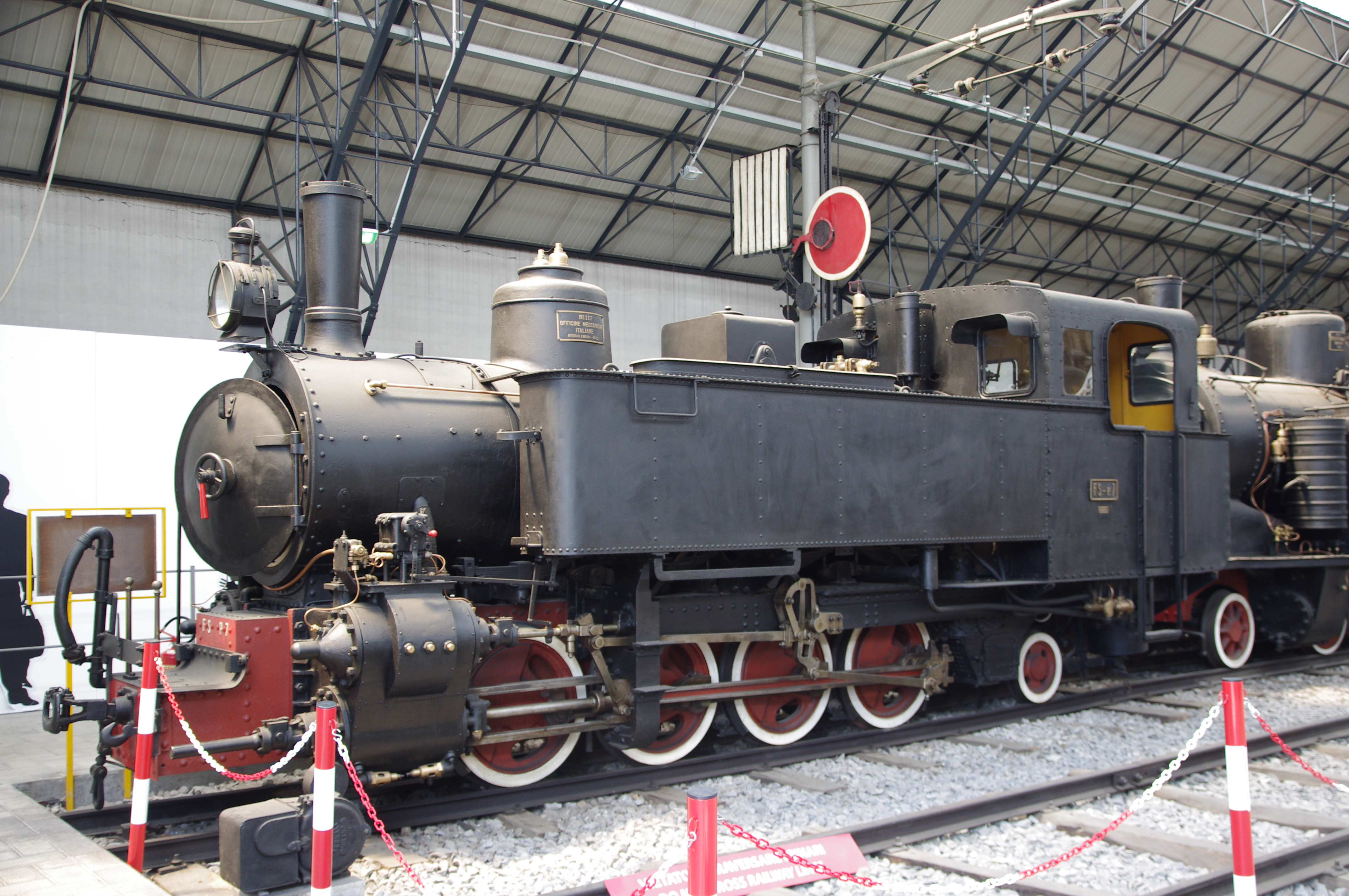
Locomotiva FS R.402 costruita dalla Reggiane in esposizione presso il Museo nazionale della scienza e della tecnologia Leonardo da Vinci di Milano

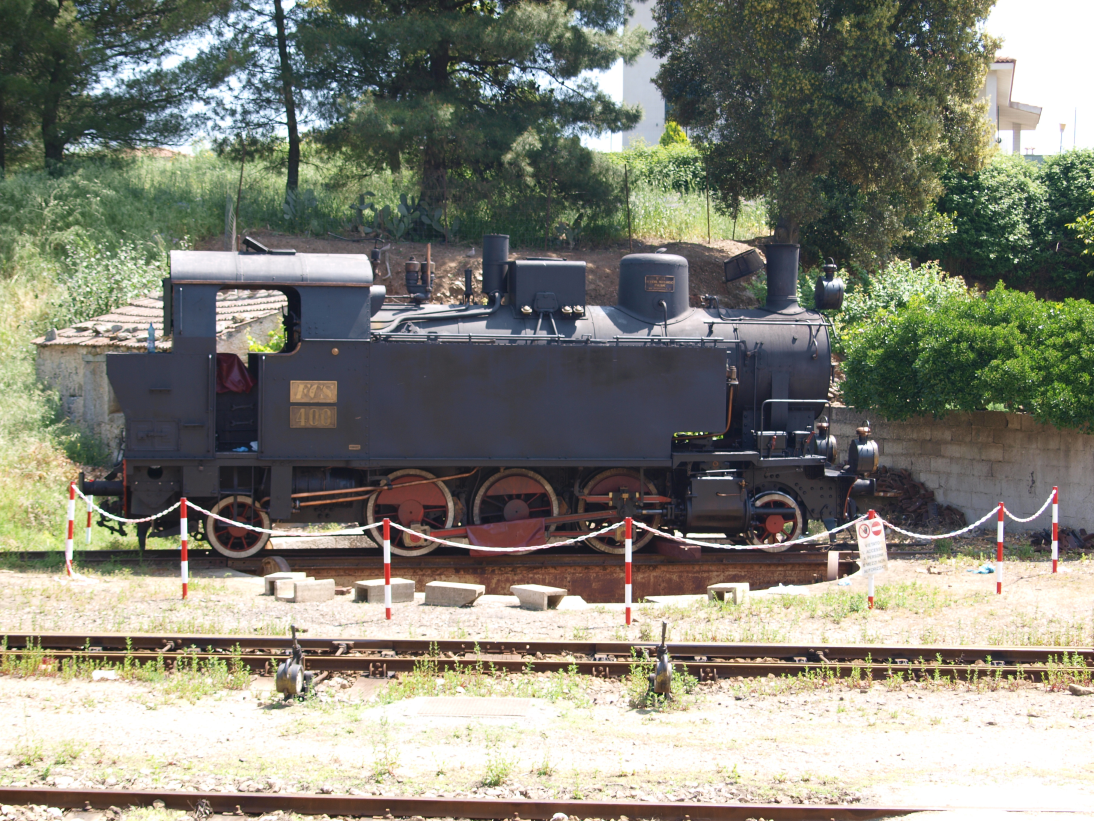
Locomotiva a vapore FdS 400 in sosta nella piattaforma girevole della Stazione di Mandas. La stazione è uno dei principali impianti per quanto riguarda il turismo ferroviario nell'isola

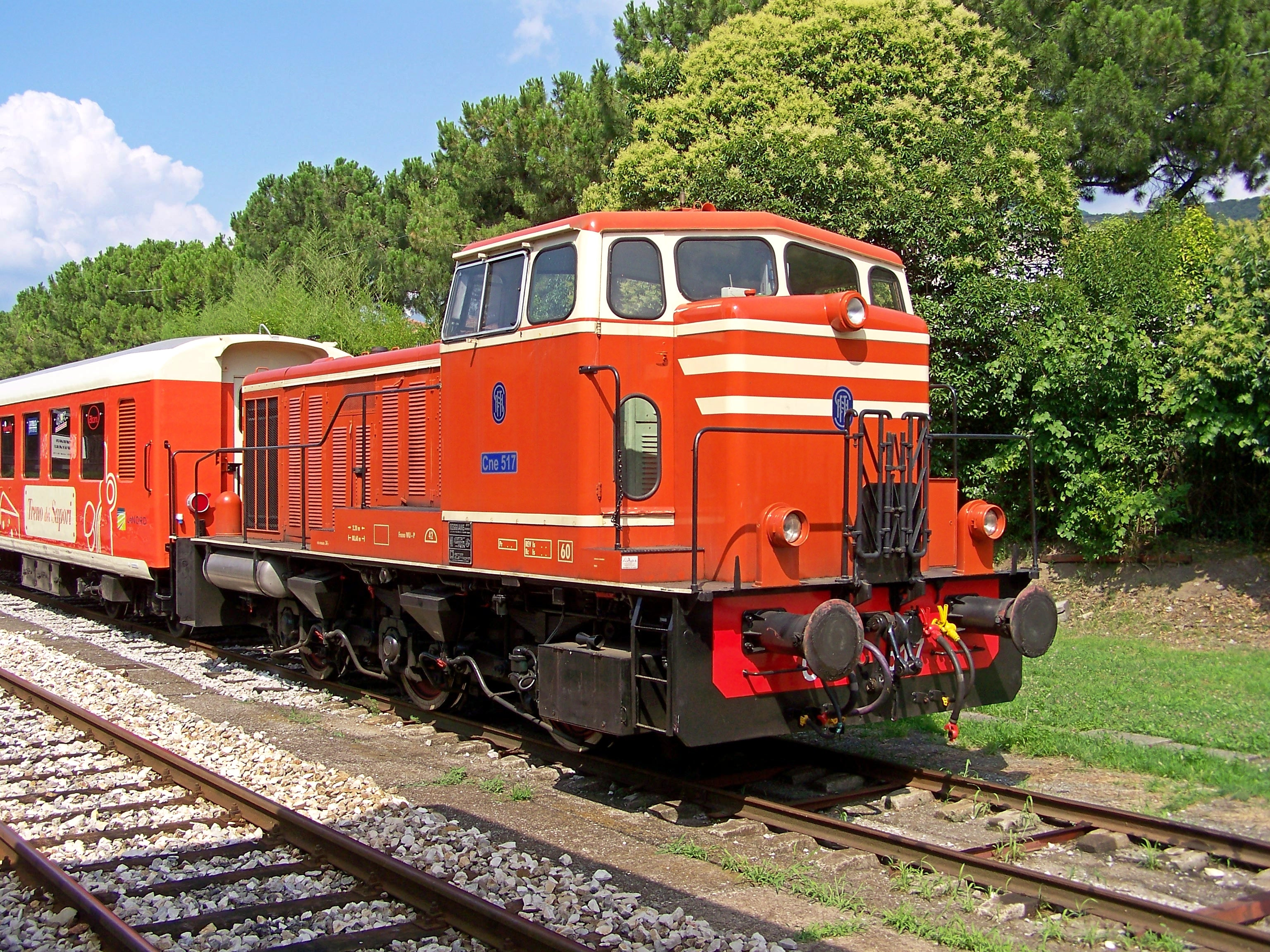
Locomotiva Cne 517 costruita dalla Reggiane e tuttora in uso presso Trenord a scopo turistico

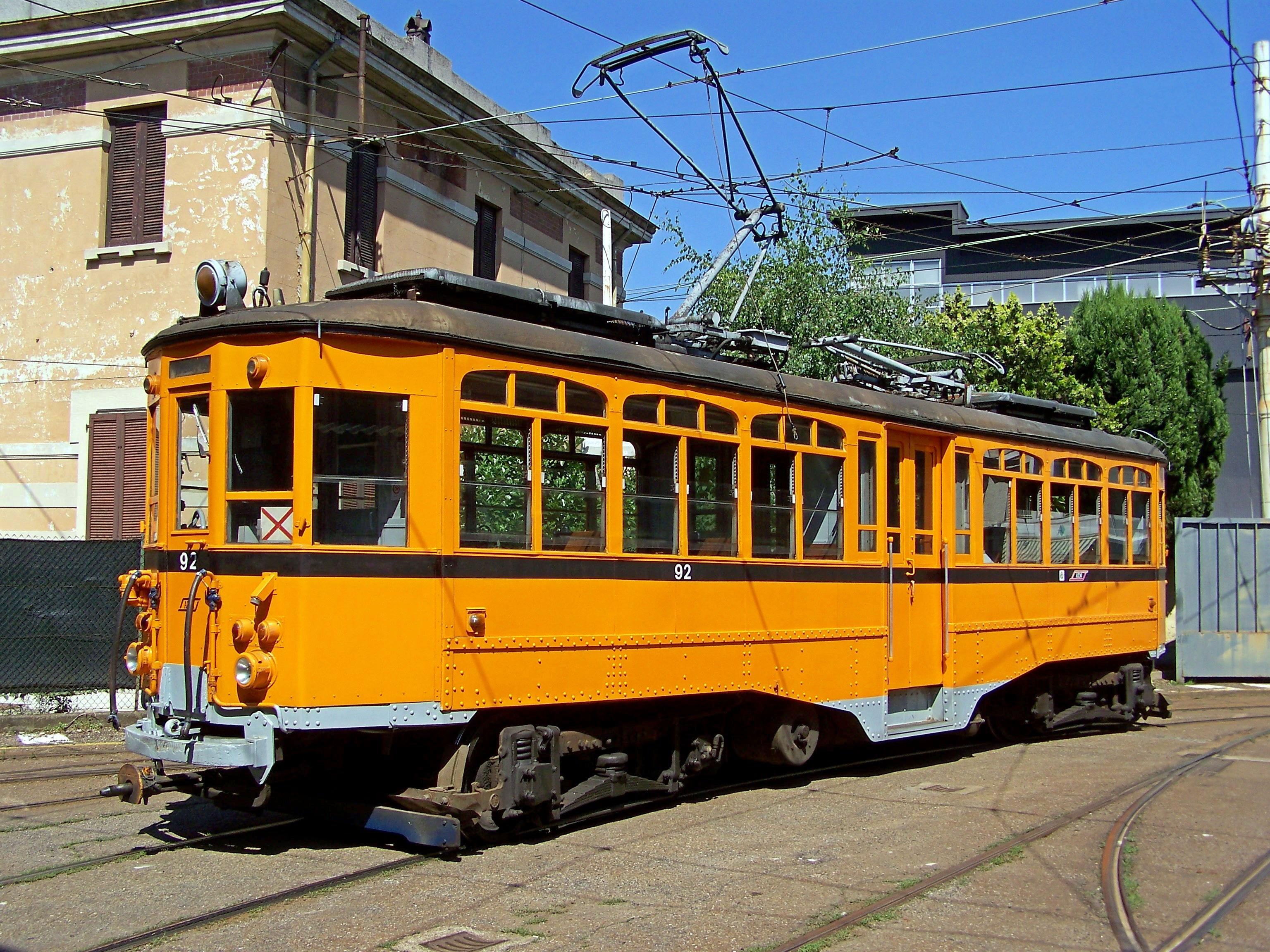
L'elettromotrice tramviaria ATM "Reggio Emilia" 92 (funzionante e restaurata) ferma all'ingresso del Deposito di Varedo

#### Locomotive a vapore
- Locomotiva FVS 1-3 n. 1, 2 e 3 per la FVS (per l'esercizio sulla ferrovia Castel Bolognese-Riolo Bagni)
- Locomotiva FS R.402
- Locomotiva FS R.440
- Locomotiva FDS 400
- Locomotiva FS 940

#### Locomotive elettriche
- Locomotiva FS E.620
- Locomotiva FS Prototipo E.402.001 - 005
- Locomotiva FG L.80
- Locomotiva FS E.621
- Locomotiva FS E.424
- Locomotiva FS E.428
- Locomotiva FS E.636
- Locomotiva FS E.656
- Locomotiva FS E.444[6]

#### Locomotive diesel
- Locomotiva FSE BB.150
- Locomotiva SNFT Cne
- Locomotiva FS D.141
- Locomotiva CCFR 920
- Locomotiva FS D.341.5001 Locomotiva prototipo che montava invece un motore Reggiane/MAN a 12 cilindri a "V" ed aveva prestazioni analoghe a tutto il resto delle locomotive D.341 di serie; non ebbe seguito e rimase esemplare unico in servizio.
- Locomotiva FG L.80 compartecipazione alla commessa di costruzione
- Locomotiva FS D.341 compartecipazione alla commessa di costruzione
- Locomotiva FS 245 commessa di costruzione di un lotto

#### Automotrici
- Automotrice SIFT M 51-54
- Automotrice CCFR ALn 9000
- Automotrice M2 serie 100
- Automotrice M2 serie 75
- Automotrice FSE Ad 01-10

### Tram
- Tram a vapore per numerose tranvie fra cui la rete SNFT di Parma
- Elettromotrici per numerose tranvie fra cui le reti tranviarie di Vicenza e di Napoli (2 serie del 1914 e del 1922),
- Elettromotrice tranviaria "Reggio Emilia" per la STEL di Milano
- Tram ATM serie 1500 (vetture dalla matricola 1723 alla 1772)

### Innovazioni
- Costruzione di velivoli a guscio con ali stagne
- Impiego di ALCLAD
- Radiatori intubati nell'ala
- Progettazione di aerei con propulsione a getto
- Progettazione di velivoli commerciali per il trasporto su rotte atlantiche
- Utilizzo di maschere rotanti nel processo produttivo

## Opere dedicate
- Nel 2014 il cantante Luciano Ligabue ha prodotto presso l'area delle Officine Reggiane le riprese esterne del video del singolo Il muro del suono. Luciano Ligabue riprende l'area delle Officine Reggiane anche in alcune scene del film Made in Italy, in cui il protagonista Riko (Stefano Accorsi) racconta brevemente la storia di questa industria reggiana.
- Alla storia della fabbrica è dedicato lo spettacolo teatrale Officine Reggiane - il sogno di volare scritto da Marco Di Stefano e diretto da Angela Ruozzi per la produzione della Fondazione I Teatri e del Centro Teatrale MaMiMò, andato in scena nel gennaio 2020 al Teatro Cavallerizza di Reggio Emilia.[7][8]